# Laothoe
Laothoe är ett släkte av fjärilar som beskrevs av Johan Christian Fabricius 1807. Laothoe ingår i familjen svärmare, Sphingidae.

## Dottertaxa tillLaothoe, i alfabetisk ordning[1][2]
- Laothoe amurensis Staudinger, 1892, Aspsvärmare
  - Laothoe amurensis sinica Rothschild & Jordan, 1903
- Laothoe austauti Staudinger, 1877
- Laothoe habeli Saldaitis, Ivinskis & Borth, 2010
- Laothoe iberica Eitschberger, Danner & Surholt, 1989
- Laothoe philerema Djakonov, 1923
  - Laothoe philerema witti Eitschberger, Danner & Surholt, 1998
- Laothoe populeti Bienert
  - Laothoe populeti populetorum Staudinger, 1887
- Laothoe populi Linnaeus, 1758, Poppelsvärmare
  - Laothoe populi lappona Rangnow, 1935

## Bildgalleri

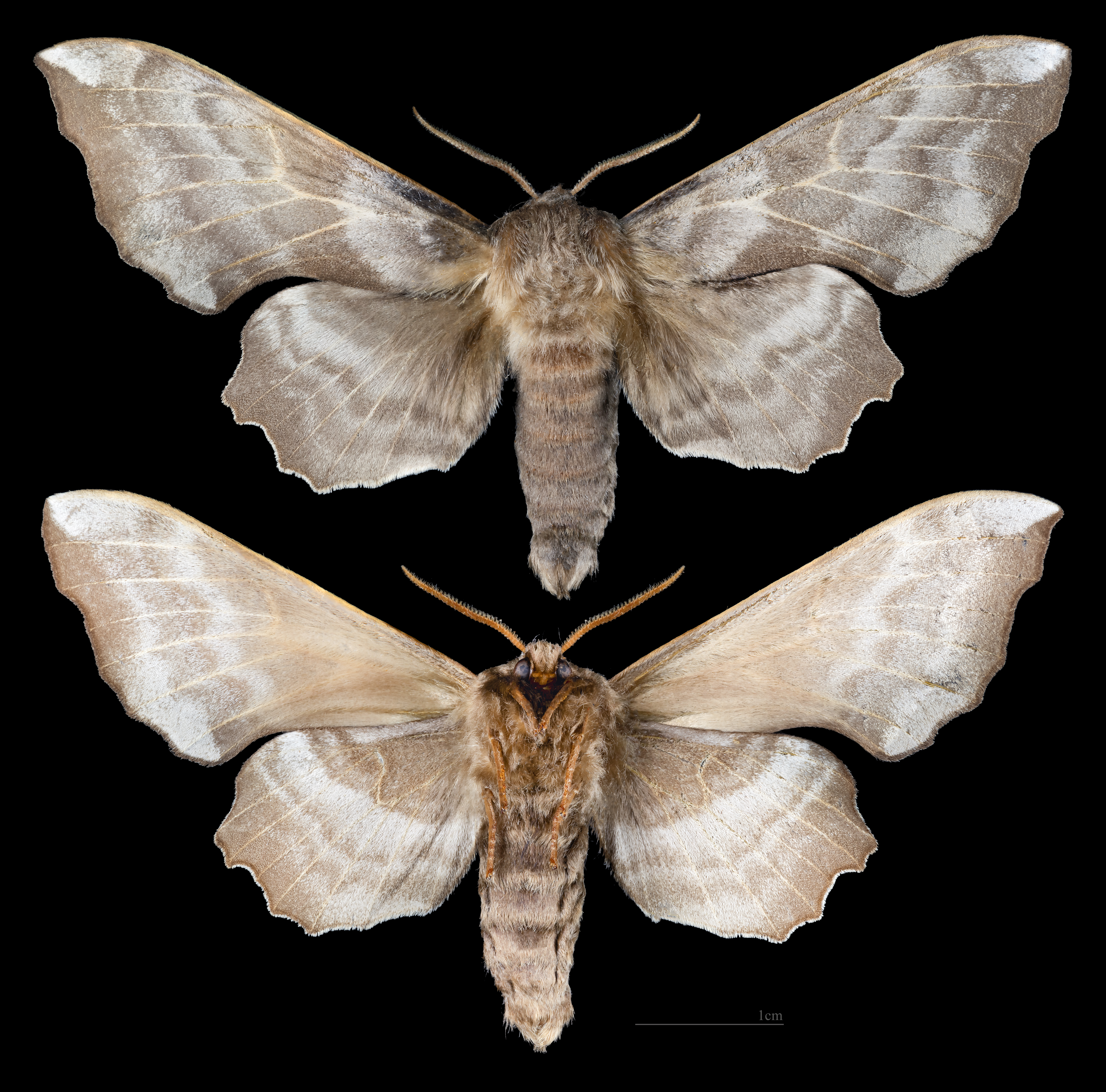
Aspsvärmare, Laothoe amurensis
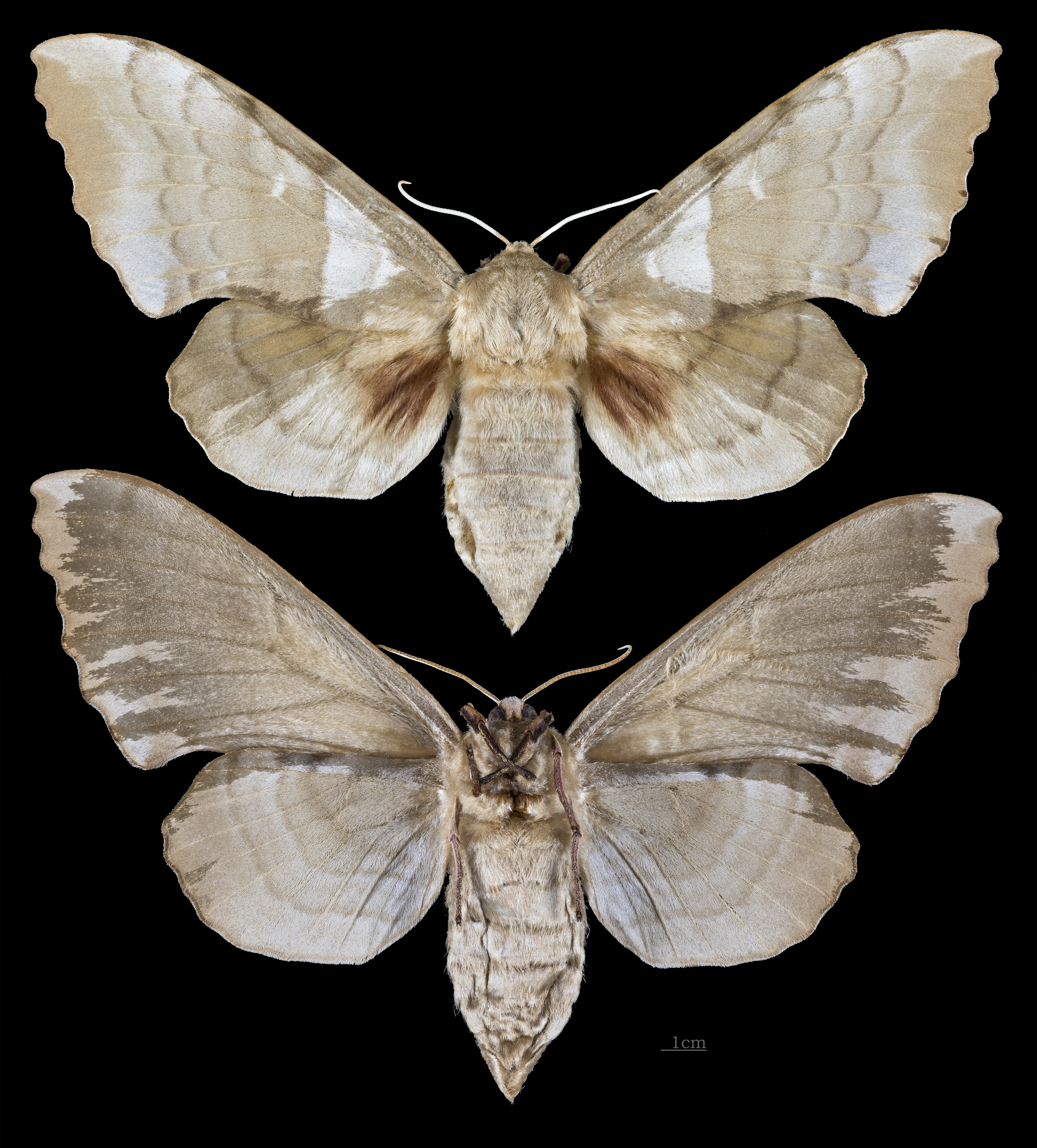
Laothoe austauti
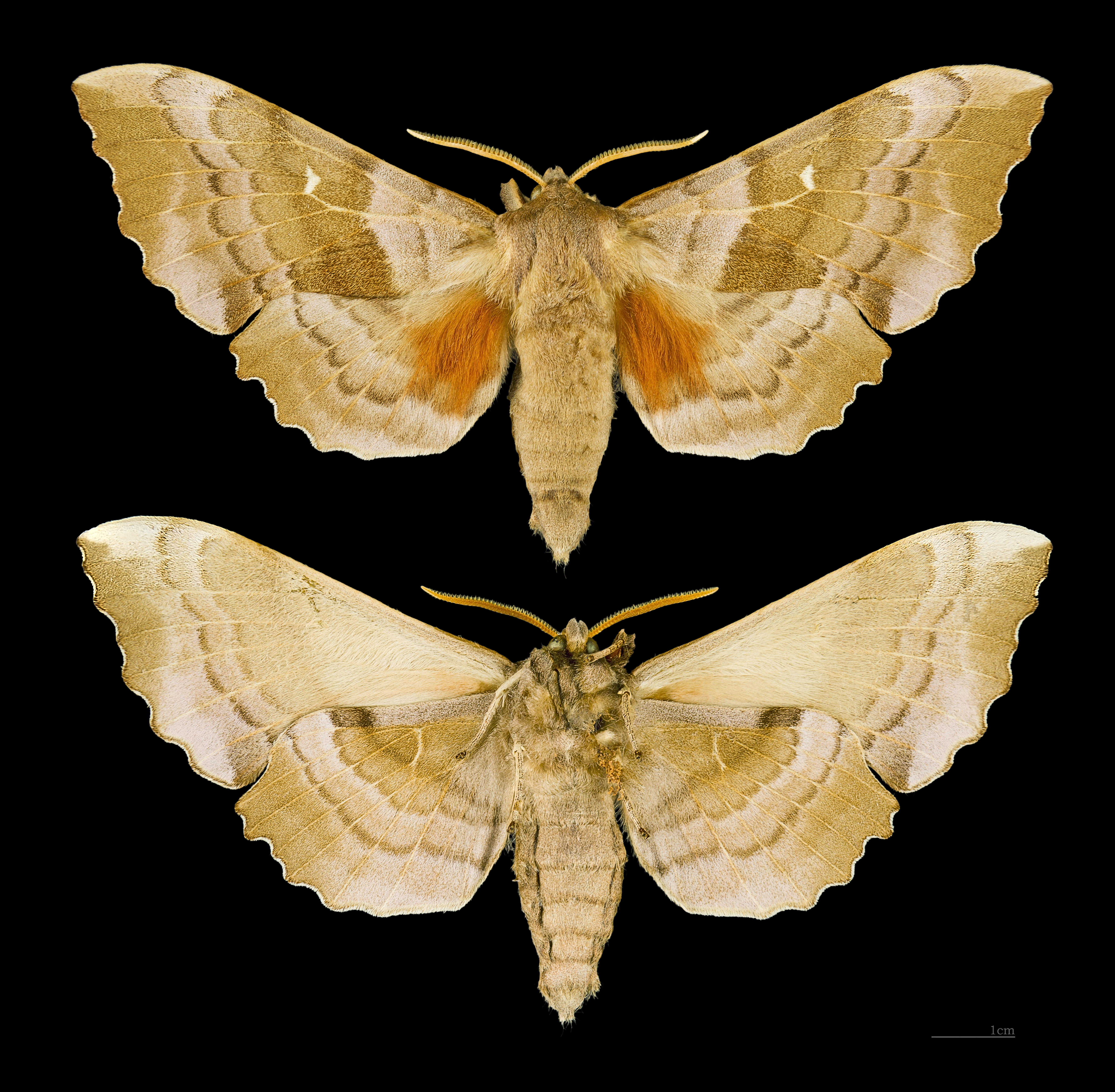
Poppelsvärmare, Laothoe populi